# Cantó de Muret
El cantó de Muret és un cantó francès al departament de l'Alta Garona, a la regió d'Occitània. Està inclòs al districte de Muret, està format per 9 municipis i el cap cantonal n'és la subprefectura de Muret.

## Municipis
- Muret
- Frosins
- Sèishes
- L'Èrm
- La Vernosa e la Caça
- La Bastideta
- Le Haugar
- Sent Alari
- Sent Clar de Ribèra